# Buluharjo
Buluharjo is een bestuurslaag in het regentschap Magetan van de provincie Oost-Java, Indonesië. Buluharjo telt 3602 inwoners (volkstelling 2010).